# Zarzecze (Kaszów)
Zarzecze – część wsi Kaszów w Polsce, położona w województwie małopolskim, w powiecie krakowskim, w gminie Liszki.
W latach 1975–1998 Zarzecze administracyjnie należało do województwa krakowskiego.